# Metro Rotterdam
Die U-Bahn oder Metro von Rotterdam ist neben Straßenbahn, Bussen und Vorortbahnen Trägerin des öffentlichen Nahverkehrs innerhalb der zweitgrößten niederländischen Stadt und die älteste U-Bahn der Benelux-Region. Der erste Abschnitt wurde 1968 eröffnet.
Das System besteht aus zwei Stammstrecken, die sich im Stadtzentrum an der Metrostation Beurs kreuzen. Die Ost-West-Strecke verläuft im engeren Stadtgebiet auf dem rechten Ufer der Nieuwe Maas, die Nord-Süd-Strecke dient vor allem der Verbindung des linken Ufers mit dem auf der gegenüberliegenden Seite liegenden Stadtzentrum. Die Metro verkehrt in den Innenstädten von Rotterdam und Schiedam unterirdisch und im Außenbereich überwiegend an der Oberfläche, entweder als Hochbahn oder zu ebener Erde.
Das Einsatzgebiet der Metro ist die Stadtregion Rotterdam, während das innere Stadtgebiet überwiegend durch die Straßenbahn Rotterdam erschlossen wird. Die Metro weist deshalb große durchschnittliche Stationsabstände und eine hohe Reisegeschwindigkeit auf. Außer in der Stadt Rotterdam selbst gibt es Stationen in den Gemeinden Schiedam, Spijkenisse, Albrandswaard, Capelle aan den IJssel, Vlaardingen und Maassluis.
Betreiber der Metro ist das Verkehrsunternehmen Rotterdamse Electrische Tram (RET), das auch 9 Straßenbahnlinien und 28 Stadtbuslinien betreibt.

## Allgemeines
Der Rhein, der in allen anderen durchflossenen Ländern von keinem einzigen Tunnel gequert wird (Ausnahme: Fernwärmetunnel der Rheinenergie in Köln), wird allein von der Rotterdamer Metro drei Mal unterfahren. Zwei Tunnel verlaufen unter dem innerstädtischen Mündungsarm Nieuwe Maas, einer unter der südlich parallelen Oude Maas (die trotz ihres Namens kein Maas-, sondern ausschließlich Rheinwasser enthält). Es bestehen außerdem noch zahlreiche Straßentunnel.
Im Gegensatz zu den etwa gleichzeitig gebauten Stromschienen-Metros in München, Nürnberg und Wien hat die Rotterdamer Metro, ähnlich wie das System in Amsterdam, nur kurze Tunnelstrecken und verkehrt überwiegend als Hochbahn oder in Dammlage. Dafür gibt es zwei wichtige Gründe:
- Das Stadtgebiet südlich der Neuen Maas besteht überwiegend aus Großsiedlungen der 1960er und 1970er Jahre; es bestanden keine Bedenken hinsichtlich einer Gefährdung des ohnehin umstrittenen Stadtbilds. Darüber hinaus waren in diesen Stadtteilen breite Schneisen für Verkehrstrassen freigehalten worden, die für die Hochbahn genutzt werden konnten.
- Die besondere hydrologische Situation der westlichen Niederlande macht Bau und Betrieb von Tunneln besonders schwierig, fast das ganze Stadtgebiet liegt niedriger als der Meeresspiegel (die auf Meereshöhe liegenden Flussufer sind damit der höchste, statt wie in anderen Städten der niedrigste Punkt der Stadt). Der potentiell natürliche Grundwasserspiegel liegt weit über Straßenniveau, nur durch Dauerbetrieb zahlreicher Pumpwerke wird eine Überschwemmung verhindert.

Die Metro verkehrt deshalb nur im Innenstadtbereich unterirdisch, alle anderen Stationen liegen über der Erde.

## Liniennetz
Das Rotterdamer Metronetz besitzt fünf Linien, die durch Buchstaben gekennzeichnet werden. Zusätzlich besitzt jede Linie eine Kennfarbe, die aber nicht als direkte Kennzeichnung (z. B.: blaue Linie) genutzt wird.
| Linie | Strecke | Takt     | Anzahl Bahnhöfe | Länge   | Befahrene Gemeinden                                                           |
| ----- | --- | -------- | --------------- | ------- | ----------------------------------------------------------------------------- |
| A     | (Vlaardingen West –) Schiedam Centrum – Beurs – Blaak – Kralingse Zoom – Alexander – Binnenhof (Zwischen Vlaardingen und Schiedam nur montags-freitags in den Hauptverkehrszeiten)                                                                                     | 10 min   | 24              | 23,5 km | Rotterdam, Schiedam, Vlaardingen                                              |
| B     | Hoek van Holland Strand – Hoek van Holland Haven – Maassluis Steendijkpolder – Vlaardingen – Schiedam Centrum – Beurs – Blaak – Kralingse Zoom – Alexander – Nesselande (Nur jeder zweite Zug fährt ab Maassluis Steendijkpolder weiter bis Hoek van Holland Haven)    | 10 min   | 31              | 43,3 km | Rotterdam, Schiedam, Vlaardingen, Maassluis                                   |
| C     | De Akkers – Spijkenisse Centrum – Tussenwater – Schiedam Centrum – Beurs – Blaak – Kralingse Zoom – De Terp | 10 min   | 26              | 30 km   | Rotterdam, Schiedam, Capelle aan den IJssel, Nissewaard                       |
| D     | De Akkers – Spijkenisse Centrum – Tussenwater – Slinge – Zuidplein – Rotterdam Centraal ( –Pijnacker Zuid) (Nicht alle Fahrten fahren ab Slinge weiter bis De Akkers) (Zwischen Rotterdam Centraal und Pijnacker Zuid nur montags-freitags in den Hauptverkehrszeiten) | 5–10 min | 17              | 21 km   | Rotterdam, Albrandswaard, Nissewaard                                          |
| E     | Slinge – Zuidplein – Rotterdam Centraal – Berkel Westpolder – Pijnacker Centrum – Leidschenveen – Den Haag Centraal | 10 min   | 23              | 27 km   | Rotterdam, Lansingerland, Pijnacker-Nootdorp, Leidschendam-Voorburg, Den Haag |

Die Linien trugen früher keine Buchstaben, sondern Namen. Während die Stammstrecken zunächst nur Nord-Süd und Ost-West hießen, erhielten sie Anfang der 1990er Jahre „richtige“ Namen: Erasmuslijn (heute Linien D und E) und Calandlijn (heute Linien A, B und C). Als optisches Kennzeichen waren den beiden Strecken außerdem Farben zugeordnet, nämlich blau (Erasmuslijn) und rot (Calandlijn).
Die Strecken zwischen den Bahnhöfen Tussenwater und De Akkers werden von Linien beider „Stammstrecken“ bedient (Linien C und D).

### Linien A, B und C – die Calandlijn
Am 6. Mai 1982 wurde der erste Abschnitt der neuen Ost-West-Strecke eröffnet, die in rascher Folge drei Mal verlängert wurde und dadurch bereits 1986 vom Nordosten der Stadt bis in den Westen reichte.
Namenspatron dieser Linie ist Pieter Caland (1827–1902), der Erbauer des Nieuwe Waterweg, ohne den Rotterdams Aufstieg zum größten Seehafen der Welt undenkbar gewesen wäre.

#### Ommoord und Nesselande – Linien A/B

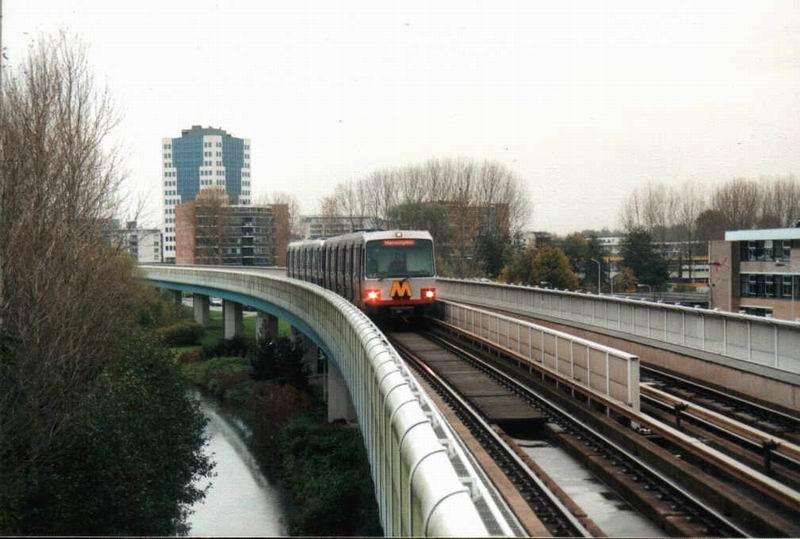
Hochbahn in Capelle, am Bahnhof Slotlaan

Im Osten hat die Calandlijn drei Enden, von denen zwei über ebenerdige Stadtbahnstrecken erreicht werden. Die Stromzufuhr erfolgt hier über Oberleitung, im übrigen Teil der Linie über Stromschiene. Die Fahrzeuge haben Stromabnehmer für beide Zufuhrarten. Eine ähnliche Lösung gibt es weltweit nur noch auf der Blauen Linie der U-Bahn Boston, der Linie 3 der Metro Athen zum Flughafen, der Oslo T-bane, der S-Bahn Hamburg sowie auf der randstadrail Rotterdam-Den Haag der Erasmuslijn.
Die Verzweigung der Linien geschieht im Bahnhof Capelsebrug. Nach Norden zweigt der erwähnte Stadtbahnabschnitt ab. Stadtauswärts fahrende Züge fahren hier den Dachstromabnehmer aus und fahren ebenerdig per Oberleitung weiter. Die Strecke verläuft in Seitenlage auf der östlichen Seite der Prinz-Alexander-Allee durch den gleichnamigen Stadtbezirk Prins Alexander. Dieser ist mit rund sechs Metern unter NAP der tiefste bewohnte Punkt der Niederlande. Die Strecke entlang der Prins Alexanderlaan hat fünf Stationen, einer davon liegt am Bahnhof Rotterdam-Alexander der Bahnstrecke nach Gouda und Utrecht.
Hinter der Haltestelle Graskruid trennen sich die Linien A und B.
Die Linie A biegt nach links ab und endet im Stadtteil Ommoord am Bahnhof Binnenhof, dem Endpunkt des ersten Bauabschnitts der Stadtbahnstrecke, der 1983 eröffnet wurde.
Die Linie B verlässt die Prinsenallee nach rechts und endete nach 4 Stationen in De Tochten. 2005 wurde die Linie um eine Haltestelle verlängert. Die Züge fahren hier ihre Dachstromabnehmer wieder ein und der Zug wird wieder von einer Stromschiene versorgt. Endstation ist Nesselande.

#### Capelle aan den IJssel – Linie C
Die Linie C führt vom Trennungsbahnhof Capelsebrug weiter nach Osten in die Nachbargemeinde Capelle aan den IJssel. Diese Strecke wird konventionell mit Stromschiene betrieben, sodass die Linie C keine Dachstromabnehmer braucht.
Die Linie führt als Hochbahn über Capelle Centrum zur Endstation De Terp. Die 1994 eröffnete Strecke hat drei neue Haltestellen.

#### Innenstadt – Linien A/B/C

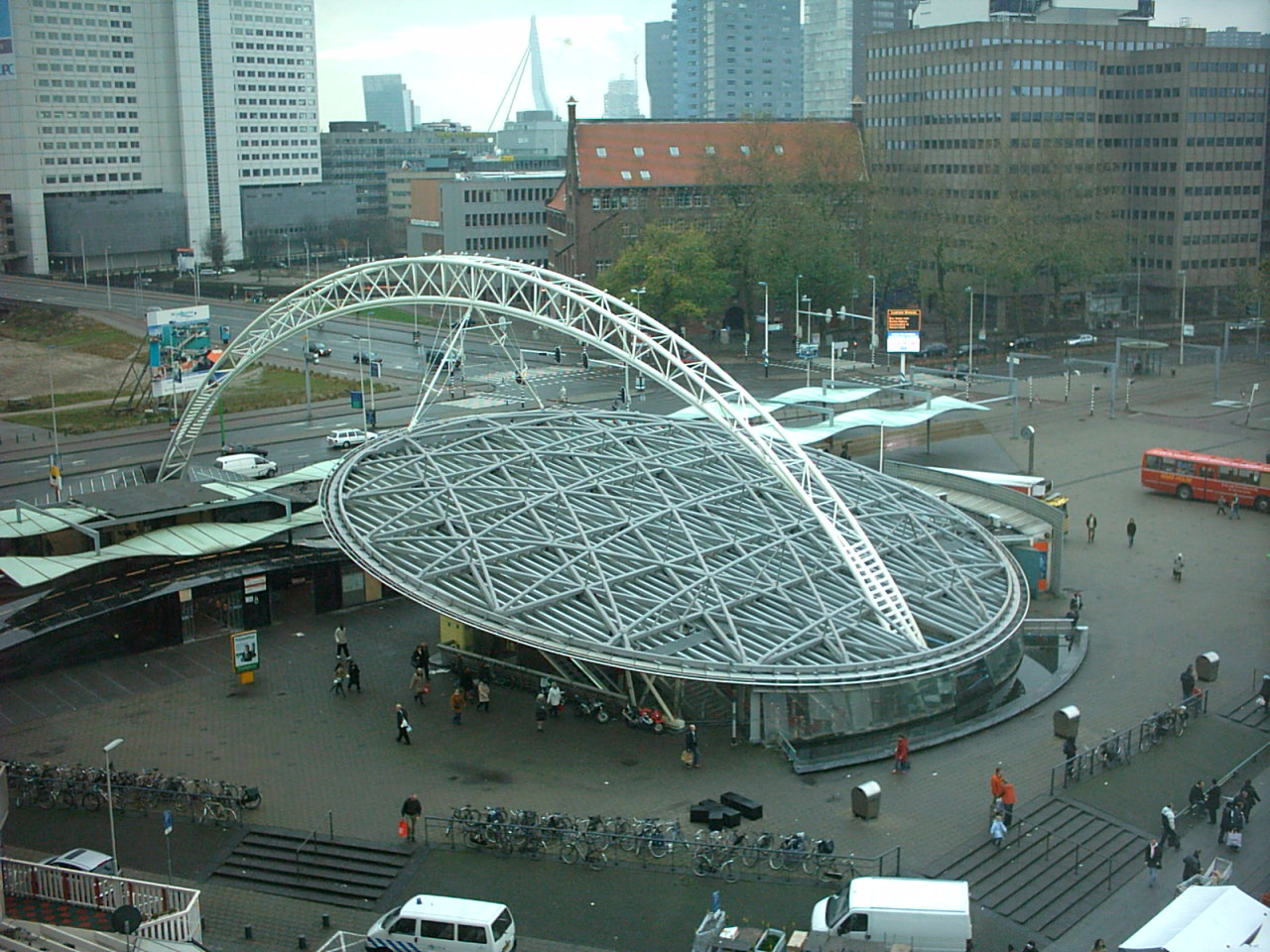
Bahnhof Blaak, unterirdische Umsteigestation zwischen Metro und Vorortbahn

An dem schon erwähnten Bahnhof Capelsebrug schließt sich stadteinwärts zunächst der ebenerdig gelegene Metro-Betriebshofs Gravenweg der RET an. Am Bahnsteigende der nächsten Station Kralingse Zoom beginnt der Innenstadttunnel der Calandlijn. Auch die beiden folgenden U-Bahnhöfe Voorschoterlaan und Gerdesiaweg liegen im östlichen Innenstadtbezirk Kralingen, an der nächsten Station Oostplein beginnt der Bereich der 1940 durch einen deutschen Luftangriff vernichteten Altstadt.
Das heute modern bebaute Gebiet wird entlang der breiten Verkehrsschneise Blaak durchfahren. An der gleichnamigen Station kann zum unterirdischen, viergleisigen Bahnhof der Bahnstrecke nach Dordrecht umgestiegen werden. Der Ballungsraum Randstad Holland hat keinen S-Bahn-Verkehr, es fahren allerdings in sehr dichtem Abstand Nahverkehrszüge (Sprinter), die, wie an diesem Bahnhof zu sehen, auch die Stadtzentren erschließen. Der Eisenbahntunnel verläuft anstelle der früher hier fließenden Rotte, deren Abdeichung (an der heutigen Ecke zur Hoogstraat 200 m nördlich) der Stadt einst ihren Namen gab. Bis 1993 verlief diese Eisenbahnstrecke auf der Luchtspoor oberirdisch, zwischen 1993 und 1996 wurde sie durch den Tunnel ersetzt.
Hinter der dreigleisig ausgebauten Station Blaak gibt es eine eingleisige Verbindungskurve zur Erasmuslijn, genauer zu deren Bahnhof Leuvehaven. Die nächste Station ist Beurs, der Umsteigebahnhof zur Erasmuslijn. Sie liegt zwei Straßen südlich des eigentlichen Börsengebäudes und hatte deshalb anfangs einen eigenen Namen (Churchillplein), wurde aber 2002 umbenannt. Die Station der Calandlijn wurde bereits 1967 als Vorleistung im Rahmen des Baus der Erasmuslijn angelegt, öffnete aber erst 1982 mit der Eröffnung der Calandlijn.

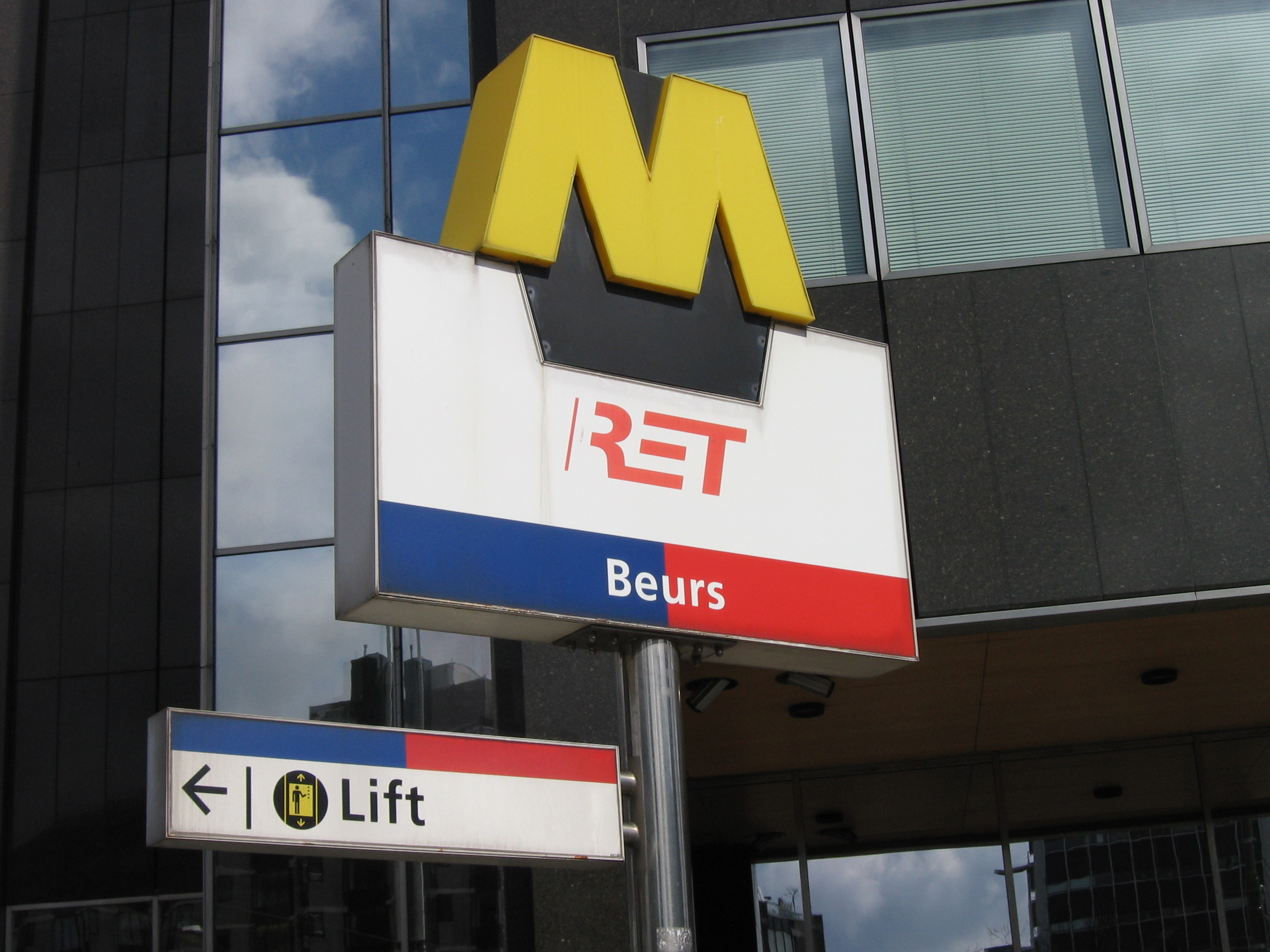
Eingang zur Station Beurs mit Firmenlogo

Die nächste Station (Eendrachtsplein) liegt in der Nähe des bekannten Museum Boijmans Van Beuningen, die übernächste (Dijkzigt) am Universitätsklinikum der Stadt.
Die folgenden Stationen Coolhaven und Delfshaven liegen im multikulturell geprägten westlichen Innenstadtbezirk Delfshaven, der nicht nur zahlreiche Gründerzeitbauten, sondern sogar einen mittelalterlichen Altstadtkern aufweist. Es handelt sich um den ehemaligen Vorhafen der Stadt Delft, die den Überseehandel nicht den an der Neuen Maas liegenden Städten Rotterdam und Schiedam überlassen wollte und zu diesem Zweck das bisher in Schiedam mündende Flüsschen Schie nach Delfshaven umleiten ließ.
Der folgende Bahnhof Marconiplein im Stadtteil Spangen war von 1986 bis 2002 die westliche Endstation der Linie, er liegt in der Nähe des Stadions von Sparta Rotterdam, an seiner Südseite befindet sich die Verwaltung des Rotterdamer Hafens. Weil der Hafen so groß und bedeutend ist, wurde das Verwaltungshochhaus nicht als Zwillings-, sondern gar als Drillingsturm errichtet. Die Station besitzt drei Gleise an einem Seiten- und einem Inselbahnsteig, wobei der Seitenbahnsteig seit der Streckenverlängerung 2002 nur noch in Sonderfällen genutzt wird.

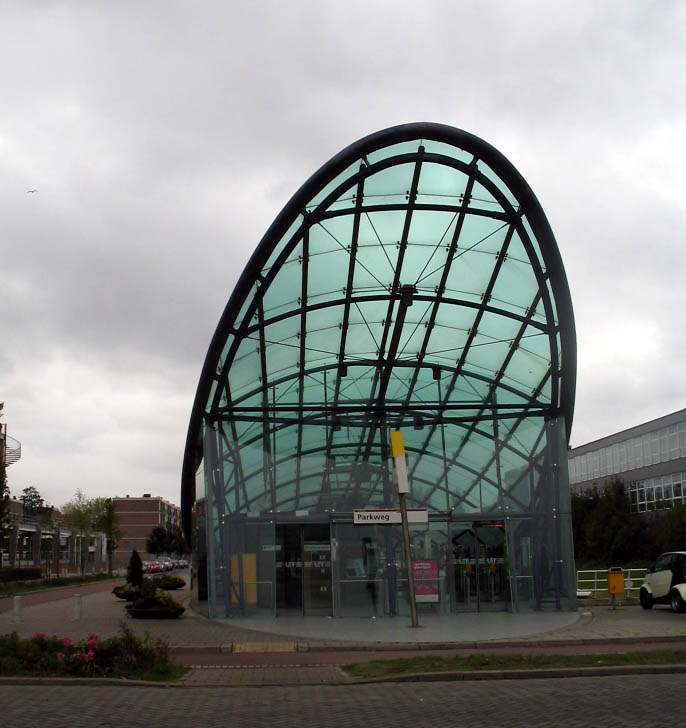
Eingang zur U-Bahn-Station Parkweg in Schiedam

Die Verlängerung der Calandlijn durch die westliche Nachbarstadt Schiedam hindurch zur südwestlichen Trabantensiedlung Hoogvliet wurde unter dem Projektnamen Beneluxlijn geplant. Grund für die Namensgebung war der unter der Neuen Maas hindurchführende Beneluxtunnel, dessen vierte Röhre für die Metro genutzt wurde (die anderen drei sind Teil des Autobahnrings A 4).
Rund 500 Meter jenseits der Station Marconiplein kommt die Metro aus dem Tunnel an die Oberfläche, nach einem knappen Kilometer biegt sie in die Trasse der Eisenbahnstrecke nach Den Haag ein. Nach einem weiteren Kilometer Fahrt erreicht die Metro den Bahnhof von Schiedam. Hier enden die Linien A und B, die Beneluxlijn genannte Strecke führt weiter bis zum Bahnhof Tussenwater Der Schiedamer Bahnhof und die Metrostation heißen nun Schiedam Centrum, was nicht ganz der Wahrheit entspricht. Die historische Altstadt liegt rund einen Kilometer südwestlich des Bahnhofs.

#### Hoek van Holland – Linien A/B
In ähnlicher Weise wie die Hofpleinlijn wurde auch die Strecke von Hoek van Holland, die sogenannte „Hoekse Lijn“, an der Station Schiedam Centrum der Calandlijn mit der Metro verbunden. Die Metro folgt dabei vollständig der ehemaligen Eisenbahnstrecke, deren Betrieb am 31. März 2017 endete. Die Wiederinbetriebnahme war ursprünglich für Januar 2018 geplant, aufgrund verschiedener Probleme beim Umbau der Anlagen und der Realisierung der Zugsicherung verzögerte sie sich allerdings mehrfach. Am 28. September 2019 wurde die Strecke schließlich – vom letzten Teilstück abgesehen – mit 21 Monaten Verspätung als Teil der Metrolinien A und B wiedereröffnet.
Über ein neu konstruiertes Ausfädelungsbauwerk, das aus der vormaligen Kehr- und Abstellanlage konstruiert wurde, fädelt die Metro wenige hundert Meter westlich vom Bahnhof Schiedam Centrum in die Hoekse Lijn ein. Das Schiedamer Stadtgebiet wird hinter der Station Schiedam Nieuwland verlassen. Nachdem die Autobahn A 4 überquert wurde, durchquert die Strecke die Nachbarstadt Vlaardingen, in der an den Bahnhöfen Vlaardingen Oost, Vlaardingen Centrum und Vlaardingen West gehalten wird. Letztere ist gleichzeitig neue Endstation der Linie A. Dahinter führt die Strecke hauptsächlich durch ländliches Gebiet, nach wenigen Kilometern wird die Gemeinde Maassluis mit den Haltepunkten Maassluis, Maassluis West und Steendijkpolder erreicht. Etwa fünf Kilometer hinter Steendijkpolder passiert die Metro das Maeslant-Sperrwerk, wo bauliche Vorbereitungen für eine später einzurichtende Haltestelle getätigt wurden. Nach weiteren drei Kilometern wird ohne weiteren Zwischenhalt der neue Endbahnhof Hoek van Holland Haven erreicht.
Das letzte Stück der Hoekse Lijn, die ursprünglich noch einen Kilometer bis zum Bahnhof Hoek van Holland Strand führte, bleibt bis auf weiteres außer Betrieb. Grund hierfür ist, dass besagter Bahnhof abgerissen werden soll, um die Strecke bis zum ca. 1 km entfernten Strand zu verlängern und dort für die Metro einen neuen Endbahnhof mit gleichem Namen zu errichten. Dieses Vorhaben wird allerdings nicht vor 2021 umgesetzt sein. Am 31. März 2023 wurde das letzte Teilstück zwischen Hoek van Holland Haven und Hoek van Holland Strand eingeweiht. Somit verkehrt die Metro jetzt bis direkt zum Strand.
Erwähnenswert ist, dass die Strecke unter der Verwendung von Diesellokomotiven oder anderen Triebfahrzeugen, die nicht auf die Oberleitung angewiesen sind (da deren Spannung von 1500 V auf 750 V umgestellt wurde), bis Maassluis nach wie vor von Eisenbahnzügen befahren werden kann. Dies ist notwendig, da bis dorthin noch weiter Güterverkehr betrieben werden soll. Zu diesem Zweck wurden im Bereich der Haltestellen Gleisverschlingungen angelegt: Durch die geringere Breite der Metro-Fahrzeuge im Vergleich zu Fahrzeugen der „großen“ Bahn würden letztere mit den neuen Bahnsteigkanten kollidieren, was durch das Befahren des weiter links befindlichen Gleises verhindert wird. Optional kann diese Infrastruktureinrichtung später bis Hoek van Holland erweitert werden.

#### Hoogvliet – Linie C
Westlich des Bahnhofs, nach der Überquerung der Schie, beginnt ein weiterer Tunnelabschnitt mit zwei unterirdischen Stationen, wobei die erste (Parkweg) deutlich näher am Zentrum Schiedams liegt als Schiedam Centrum
Die Station Troelstralaan wurde als bauliche Besonderheit im offenen Einschnitt direkt neben einem Parksee angelegt. An den Tunnel schließt sich ein kurzer Hochbahnabschnitt an, dessen einzige Station Vijfsluizen im Hafengebiet von Schiedam liegt, an der Grenze zur Nachbarstadt Vlaardingen und direkt an der Autobahn, die die Metro nun durch den Beneluxtunnel hindurch bis zum Autobahnkreuz Beneluxplein begleitet.
Kurz südlich des Beneluxtunnels liegt Pernis. Der Stadtteil liegt völlig isoliert inmitten des Hafengebiets und ist durch den Fluss, mehrere Hafenbecken, die riesigen Öllager des Ölhafens, zwei Autobahnen, eine Schnellstraße, ein Autobahnkreuz sowie das breite Gleisfeld der Hafenbahn von der Außenwelt abgeschnitten. Die 2002 eröffnete Metrostation darf als echte Verbesserung angesehen werden.
Im Rahmen der Bauarbeiten zum Anschluss der Hoekse Lijn an das Metronetz wurde die Linie A, welche vorher in Schiedam Centrum endete, bis Pernis verlängert, wo sie hinter der Haltestelle über einen Gleiswechsel kehrt. Grund hierfür ist einerseits, dass aufgrund der Bauarbeiten in Schiedam Centrum nur begrenze Kehrmöglichkeiten zur Verfügung stehen; andererseits verkehren manche Buslinien, die Teil des Schienenersatzverkehrs sind, erst ab der Station Vijfsluizen. Nach Abschluss der Arbeiten wird die Linie wieder von der Beneluxlijn abgezogen.
Nach rund drei Kilometern Fahrt erreicht die Bahn die Trabantenstadt Hoogvliet und die Station Tussenwater, wo sie auf die Erasmuslijn trifft. Die letzten fünf Stationen durch Hoogvliet und Spijkenisse befahren beide Linien gemeinsam, siehe dort.

### Erasmuslijn
Die blaue Nord-Süd-Linie ging als erste in Betrieb. Die erste Metrostrecke auf (genauer: unter) niederländischem Boden wurde am 9. Februar 1968 von Kronprinzessin Beatrix und Prinz Claus eröffnet.
Die Linie ist 21,5 km lang und hat 17 Stationen, davon fünf im Tunnel. Sie trägt den Namen des größten Sohnes der Stadt, Erasmus von Rotterdam (1469–1536), Humanist und Philosoph.

#### Den Haag – Linie E
Die Linie E nahm 2006 den Betrieb zwischen Nootdorp und Rotterdam Hofplein auf. Seit Dezember 2011 beginnt die Linie in Den Haag Central, dem Hauptbahnhof der Stadt. Nutzte die Linie zunächst zwei Gleise im Hauptbahnhof selbst, so besitzt sie seit 2016 eine eigene Haltestelle neben dem Hauptbahnhof. Über die Hofpleinlijn, einer ehemaligen Eisenbahn- und jetzigen Stadtbahnstrecke, führt sie nach Rotterdam. Die Strecke wird ebenfalls von zwei Den Haager Straßenbahnlinien benutzt und deshalb mit Oberleitung, 750 V DC, betrieben. Entlang der Strecke wurden zwischenzeitlich die neuen Stationen Berkel Westpolder, Meijersplein und Melanchthonweg eröffnet, dafür wurde 2010 die Station Wilgenplas nach 102 Jahren geschlossen.
Zunächst befuhr die Linie die Hofpleinlijn bis zum 1908 eröffneten Endpunkt Hofplein. Im August 2010 ging zwischen Melanchthonweg und Bergweg der Abzweig zur neu gebauten Tunnelstrecke über Blijdorp nach Rotterdam Centraal in Betrieb; gleichzeitig wurde das letzte Streckenstück der ehemaligen Eisenbahnstrecke über Bergweg nach Hofplein endgültig stillgelegt und abgerissen.
Für den Anschluss der Strecke wurde die 1968 eröffnete, zweigleisige Metro-Station am Rotterdamer Hauptbahnhof abgerissen und etwas weiter nördlich mit drei Gleisen neu aufgebaut.
Die Linie E ist Teil der RandstadRail, einem städteübergreifenden Stadtbahnnetz zwischen Den Haag, Rotterdam und Zoetermeer. Daher wurden auch die ersten Fahrzeuge der Strecke in der blau-weißen Farbgebung der RandstadRail ausgeliefert.

#### Innenstadt – Linien D/E

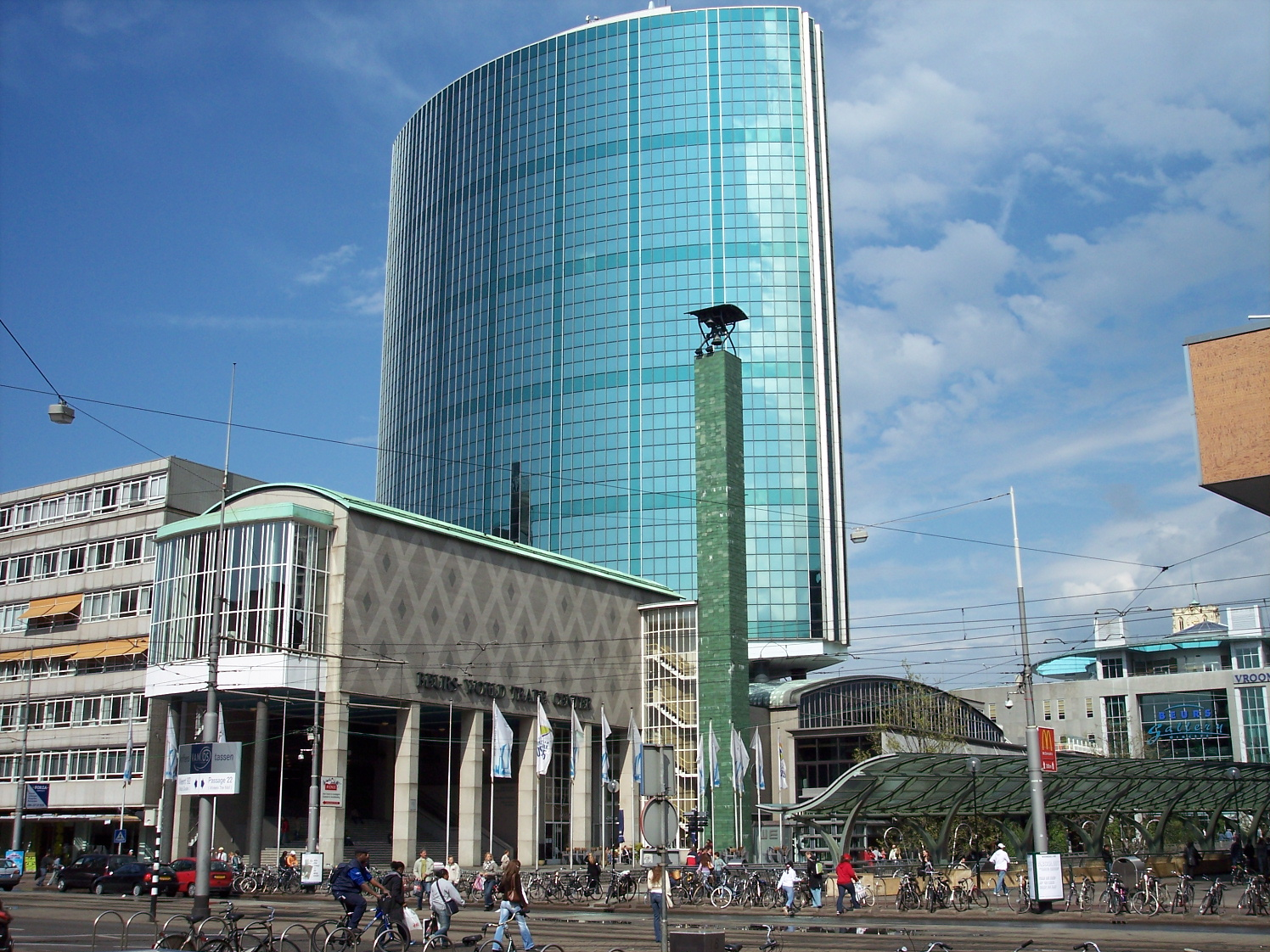
Der Börsenplatz. Die grüne Stele und die sich rechts anschließende Überdachung gehören zum aufwendigen U-Bahn-Zugang Beurstraverse.

Der zentrale Abschnitt der Erasmuslijn, der von beiden Linien bedient wird, beginnt am Hauptbahnhof am nordwestlichen Rand der City. Die zwei folgenden Bahnhöfe am Rathaus und der Börse liegen unter dem zentralen Boulevard Coolsingel im Zentrum der Stadt. An letzterer Station kreuzt die Calandlijn, der Zugang von den Fußgängerstraßen Lijnbaan und Hoogstraat wurde Mitte der 1990er Jahre aufwendig gestaltet, seitdem unterquert die Beurstraverse an dieser Stelle die Coolsingel. Die Hoogstraat verläuft, wie ihr Name erahnen lässt, auf der Krone des Zeedijk (Seedeich), alle südlich dieser Deichlinie liegenden Gebäude einschließlich des U-Bahnhofs Leuvehaven müssen bei Sturmfluten eigenständig geschützt werden.
Die Station Leuvehaven liegt im ältesten Hafengebiet Rotterdams. Südlich von ihr unterquert die U-Bahn die Neue Maas, wenige Meter flussabwärts liegt die 1996 eröffnete Erasmusbrücke, die letzte Rheinbrücke vor der Mündung in die Nordsee.

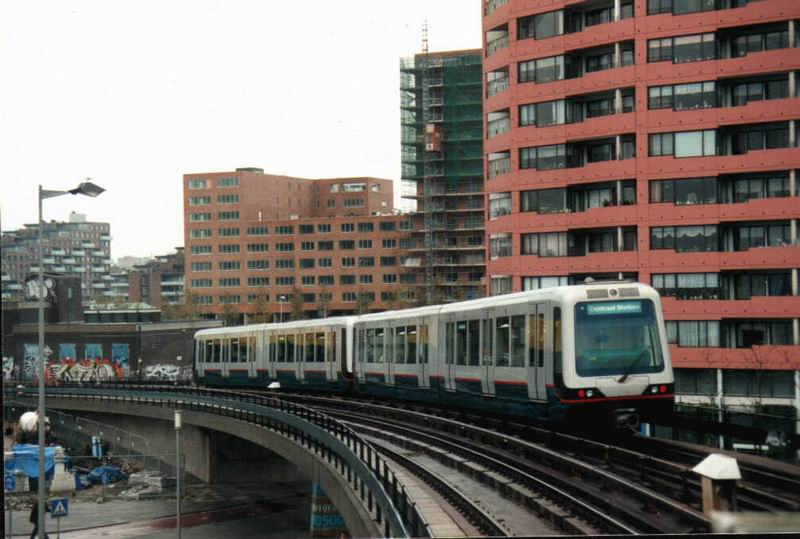
Hochbahnstrecke der Erasmuslijn am Bahnhof Rijnhaven.

Unmittelbar nach Erreichen des linken Ufers steigt der Streckenverlauf wieder an, bis er nach rund 500 Metern aus dem Tunnel über eine Rampe in einen Hochbahnviadukt übergeht. Der 1997 nachträglich eingefügte Tunnelbahnhof Wilhelminaplein liegt deshalb in einer Steigung. Solche Stationen sind weltweit sehr selten und in vielen Ländern aus Sicherheitsgründen gar nicht genehmigungsfähig; dass ausgerechnet das ansonsten wenig bergige Rotterdam über eine solche Station verfügt, ist ein Kuriosum.
Die beiden nächsten Hochbahnhöfe Rijnhaven und Maashaven liegen an zwei um 1900 angelegten Becken des Seehafens. Direkt hinter der Tunnelausfahrt vor der Station Rijnhaven befand sich zwischen 1968 und 2008 eine Gleisverbindung zum Betriebshof Hilledijk, dem ersten Betriebshof der Metro, welcher 2011 abgerissen wurde. Die folgende Station Zuidplein (Südplatz) war die Endstation des 1968 eröffneten Streckenabschnitts. Sie liegt im Zentrum des Stadtbezirks Süd, zu ihr gehören ein großes Einkaufszentrum, ein Hallenbad, ein Bezirksrathaus, ein Theater und ein Busbahnhof. In unmittelbarer Nähe liegen der Südpark und das Veranstaltungszentrum Ahoy.
Nach Durchqueren des Südparks erreicht die Hochbahn die Großsiedlungen Pendrecht rechter- und Zuidwijk linkerhand, an der Kreuzung mit der durch beide Viertel verlaufenden Hauptstraße Slinge liegt ein gleichnamiger Hochbahnhof. Dieser ist dreigleisig ausgeführt und seit 2011 Endpunkt der Linie E aus Den Haag. Die Strecke Richtung Spijkenisse wird allein von der Linie D befahren.

#### Südliches Rotterdam und Spijkenisse – Linie D

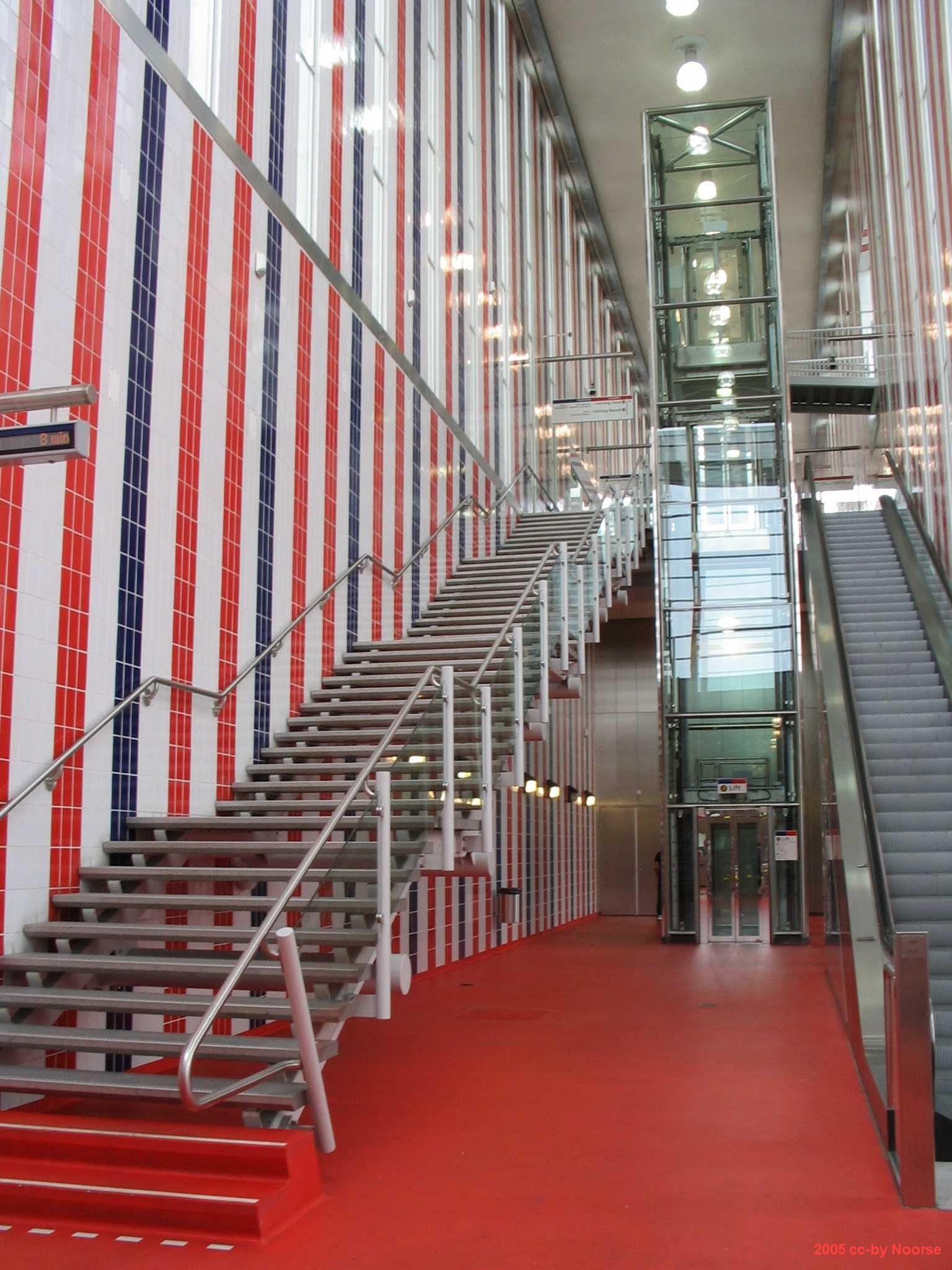
Eingang zur Station Tussenwater

Südlich dieser Viertel überquert die Metro die in den Seehafen führende Güterbahnstrecke und biegt in einem weiten Bogen in westliche Richtung ein. Nach rund zwei Kilometern folgt, zwischen einem Güterbahnhof und einem Gewerbegebiet gelegen, der Betriebshof Waalhaven der Metro, dessen Gelände jedoch ohne Halt durchfahren wird. Erst nach drei weiteren Kilometern folgt der nächste Bahnhof (Rhoon). Dieser und die folgende Station Poortugaal liegen auf dem Gebiet der südlichen Vorortgemeinde Albrandswaard. Rhoon und Portugaal sind alte Dörfer, die zu großen Wohngemeinden herangewachsen sind.
Die wiederum zu Rotterdam gehörende Großsiedlung Hoogvliet wird von drei Hochbahnhöfen erschlossen, von denen jedoch keiner im eigentlichen Zentrum des Gebiets liegt. Im ersten dieser Bahnhöfe (Tussenwater) vereinigt sich die von Norden hinzustoßende Calandlijn mit der Erasmuslijn. Die Station ist viergleisig, wurde aufgeständert in einem Wasserlauf errichtet und besitzt spektakuläre Zugangsgebäude nach Entwurf von Maarten Struijs. Der Bahnhof Tussenwater wurde aber nicht mit der Eröffnung der Linie D 1974 errichtet, sondern kam erst 2002, mit der Einbindung der Calandlijn in die Spijkenisser Strecke, hinzu.
Nachdem die Oude Maas wiederum im Tunnel unterquert wurde, folgen noch drei weitere Hochbahnhöfe innerhalb der Vorstadt Spijkenisse, bevor die Endstation De Akkers erreicht wird. Jenseits der Station schließt sich eine 700 Meter lange, viergleisige Abstellanlage an.

### Ausbauplanungen
Unter dem Bahnhof Rotterdam Lombardijen befindet sich eine rohbaufertige Metro-Station. Diese war vorgesehen für einen Abzweig der Erasmuslijn über IJsselmonde nach Ridderkerk, welche nun höchstwahrscheinlich als Straßenbahn realisiert wird.
Beim Umbau der Hoekse Lijn in eine Metro-Strecke wurden die baulichen Voraussetzungen geschaffen, um später am Maeslant-Sperrwerk eine weitere Haltestelle einzurichten.
In Ommoord wird westlich des Endpunkts Binnenhof der Platz für eine zweigleisige Trasse freigehalten, um die Linie A nach Hillegersberg und Terbregge verlängern zu können. Bis zum John Mottweg wurden Gleise verlegt, die zum Abstellen von Zügen genutzt werden konnten. 2010 wurden diese Gleise im Rahmen einer Gebietsneugestaltung entfernt, seitdem enden die Gleise am Bahnsteigende der Haltestelle. Eine Verlängerung der Strecke ist 2019 nicht mehr geplant.
Ebenso besitzt die Station De Akkers weitergeführte Gleise hinter dem Bahnsteig, die für eine spätere Verlängerung nach Hellevoetsluis und Brielle errichtet wurden. Bei der Bebauung der Flächen wurde auf eine Trassenfreihaltung geachtet. Inzwischen ist auch die Umsetzung dieser Pläne unwahrscheinlich, die Abstellgleise existieren allerdings weiterhin.
Weitere Maßnahmen zur Verbesserung des ÖPNV werden vor allem die Straßenbahn betreffen. Das Programm TramPlus kombiniert Beschleunigungsmaßnahmen mit Netzerweiterungen vor allem auf dem linken Ufer und in die Vorstadt Vlaardingen.

## Betrieb

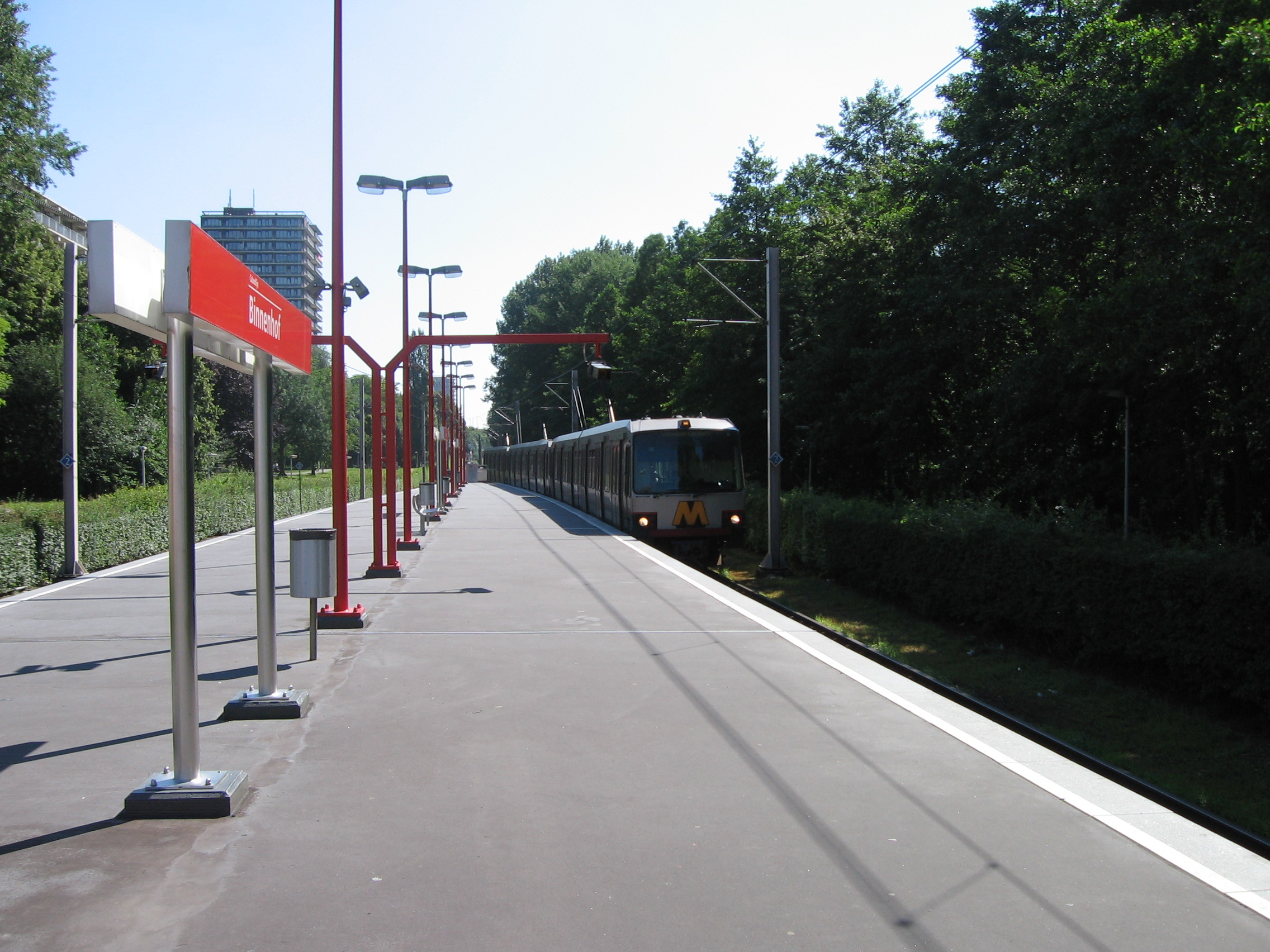
Bahnhof Binnenhof (Ommoord)

Die Metro nimmt morgens um halb sechs den Betrieb auf und verkehrt bis kurz nach Mitternacht.
Die Calandlijn mit ihren drei östlichen Endpunkten wird in der Fahrplangestaltung als drei Linien angesehen, die tagsüber folgendermaßen verkehren:
- Ommoord (Binnenhof) ↔ Vlaardingen West (Linie A)
- Nesselande ↔ Hoek van Holland Haven (Linie B)
- Capelle a/d IJssel (De Terp)↔ Spijkenisse Centrum (Linie C)

Die beiden Stadtbahnlinien durch den Prins-Alexander-Polder verkehrten bis 2019 nur bis zum Bahnhof von Schiedam, während die durchgehend als Metro ausgebaute Linien von Capelle auch das sich anschließende Stück durch das dünn besiedelte Hafengebiet bedient und in der Vorstadt Hoogvliet auf die Erasmuslijn trifft. Seit der Eingliederung der Hoekse Lijn endet in Schiedam keine Linie mehr.
Jede dieser drei Linien verkehrt tagsüber (6–19 Uhr, samstags ab 7 Uhr) im 10-Minuten-Takt, sonntags im 15-Minuten-Takt. Zwischen Kralingse Zoom und Schiedam Centrum, also im innerstädtischen Abschnitt der Linie, verkehren demnach 18 Züge pro Stunde und Richtung.

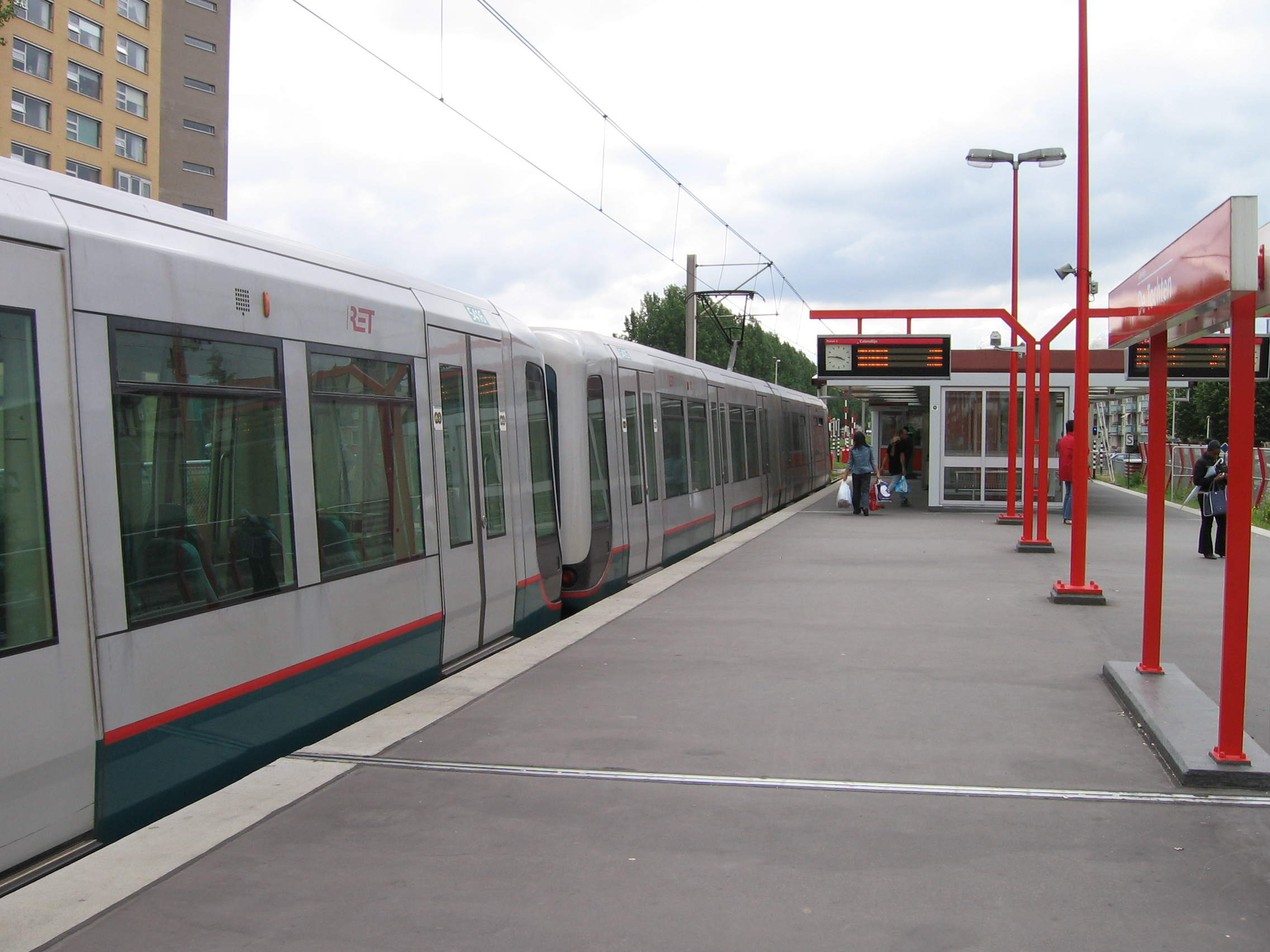
Station De Tochten (Zevenkamp)

Abends und am Sonntagmorgen gelten folgende verkürzten Linienführungen:
- Binnenhof ↔ Kralingse Zoom
- Nesselande ↔ Hoek van Holland Haven
- De Terp ↔ Spijkenisse Centrum

Diese werden alle 15 Minuten bedient. Der Ast nach Ommoord wird im Pendelverkehr bedient, an der Station Kralingse Zoom kann auf die Hauptlinie umgestiegen werden. Im Innenstadtabschnitt addieren sich die Fahrten aus Nesselande und Capelle zu einem 7/8-Minuten-Takt.
Die Erasmuslijn hat keine Verzweigungen, aber trotzdem zwei verschiedene Linienwege. Jeder Zug der Linie E endet bereits am Bahnhof Slinge. Der Grund ist der gleiche wie bei der Calandlijn: jenseits dieses Bahnhofs verlässt die Metro das geschlossene Stadtgebiet und fährt durch extensiv genutzte Gewerbe- und Hafengebiete:
- Rotterdam Centraal Station ↔ Spijkenisse (Linie D)
- Den Haag Centraal Station ↔ Slinge (Linie E)

Verkehrte die Linie E früher nur werktags von 7:30 bis 19 Uhr (samstags schon ab 6 Uhr) im 10-Minuten-Takt und sonntags von 10:45 bis 18:15 Uhr im 15-Minuten-Takt nach Slinge, so gelten diese Takte nun ganztägig. Die Gesamtstrecke wird in der Hauptverkehrszeit (HVZ) im 5-Minuten-Takt und während der übrigen Tageszeiten und sonntags im 7½-Minuten-Takt bedient. Beide Linienführungen addieren sich in den HVZ auf 18 Züge pro Stunde und Richtung, tagsüber auf 12.

## Fahrzeuge

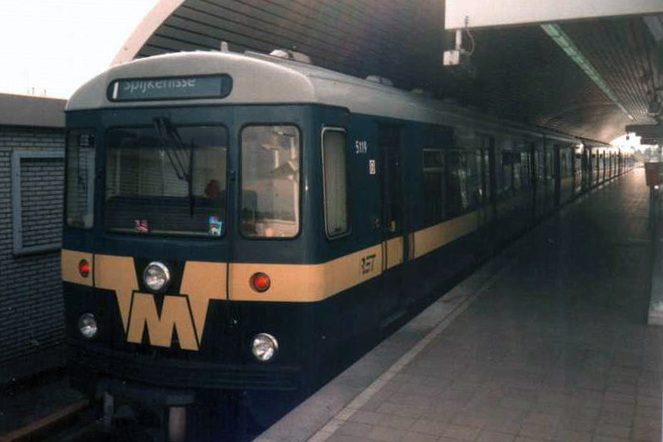
Fahrzeugtyp MG2, eingesetzt von 1968 bis 2003 auf der Erasmuslijn

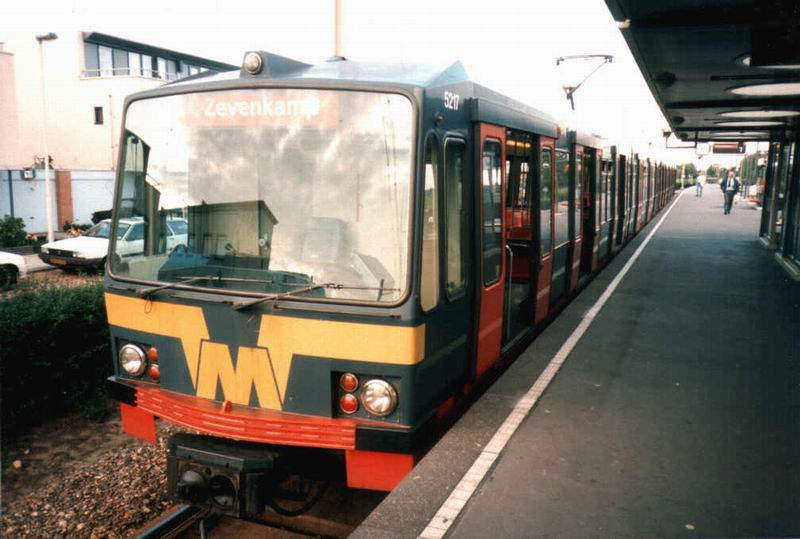
Fahrzeugtyp SG2, eingesetzt von 1982 bis 2015 auf der Calandlijn

Die auf den beiden Linien eingesetzten Fahrzeuge sind nicht identisch. Da ein Teil der Linien A und B (ehemals Calandlijn) im Stadtbahnbetrieb gefahren wird, müssen die Züge theoretisch auch die Zulassungsvoraussetzungen für Straßenbahnen erfüllen. Zusätzlich zur Metro-Ausrüstung besitzen die Fahrzeuge dieser Linien deshalb Dachstromabnehmer, Schienenbremsen, Bremssand, Rückleuchten mit Bremslicht und Blinker. Als einzige Linie auf der Ost-West-Strecke ist die Linie C hiervon ausgenommen, da sie nur nach U-Bahn-Kriterien ausgebaute Streckenteile befährt.
Bei Aufnahme des U-Bahn-Betriebs 1968 besaß die RET 27 Züge des Ursprungsmodells „MG2“, wovon bis 1976 insgesamt 71 Doppeltriebwagen ausgeliefert wurden.
Zwischen 1980 und 1984 kamen 71 Fahrzeuge vom Typ „SG2“ hinzu, welche für den Betrieb auf der Calandlijn die Stadtbahnkriterien erfüllen. Sie waren mechanisch und elektrisch vollumfänglich mit den MG2 kuppel- und einsetzbar, was auf der Erasmuslijn und später der Calandlijn auch genutzt wurde. Alle Einheiten wurden Ende der 1990er ertüchtigt.
Ab 1998 erfolgte die Ablösung der Ursprungsfahrzeuge durch die neue Baureihe „MG2/1“, welche bis 2002 in 63 Einheiten ausgeliefert wurde. Diese Fahrzeuge besitzen als Besonderheit nur an einem Wagenende einen Führerstand und müssen daher im Fahrgastbetrieb mindestens als Doppeltraktion eingesetzt werden. 2002 wurden zusätzlich 18 modifizierte Triebwagen produziert, welche auch als Stadtbahnen eingesetzt werden können und daher „SG2/1“ genannt werden. Beide Fahrzeugtypen ersetzten bis 2003 alle MG2-Triebwagen.
Als neue Züge für alle Linien wurde beim Hersteller Bombardier das Modell Flexity Swift bestellt, die Fahrzeuge werden im flämischen Brügge gebaut. Wagenbaulich orientieren sich die „SG3“ genannten Fahrzeuge am SG2/1, allerdings besitzen sie eine neue Frontpartie, wieder zwei Führerstände und drei statt zwei Wagen pro Einheit. Alle Fahrzeuge können mit Oberleitung und Stromschiene betrieben werden. Insgesamt wurden zwischen 2008 und 2017 drei Bauserien herstellt, wovon die erste Serie die weiß-blaue Lackierung der RandstadRail trägt und daher nahezu nur auf der Linie E zum Einsatz kommt.
Die Züge trugen bis Ende der 1990er Jahre eine dunkelgrüne Lackierung, die mit der Inbetriebnahme der Baureihe MG2/1 durch eine silbergraue abgelöst wurde. Die SG2 wurden bei ihrer Ertüchtigung in dieses Farbschema überführt, die kurze Zeit später ausgemusterten MG2 nicht mehr. Mit der Inbetriebnahme der SG3 wurde diese Lackierung überarbeitet, was wiederum nicht mehr auf die SG2 übertragen wurde, wohl aber auf die MG2/1 und SG2/1 bei deren Ertüchtigung Mitte der 2010er Jahre. Als die RET dem R-Net-Verbund beitrat, welcher eigentlich eine eigene Lackierung vorschreibt, wurde die RET-Lackierung als Kompromiss um rote (zuvor dunkelgrüne) Türen und das R-Net-Logo erweitert.
Bis 2030 sollen insgesamt 35 Züge angeschafft werden, welche Taktverdichtungen auf den Linien C und E ermöglichen sollen. Im Rahmen der Beschaffung sollen zusätzliche Abstellanlagen und Schallschutzeinrichtungen errichtet, die elektrische Versorgung des Netzes ertüchtigt sowie die Station Beurs umgebaut werden.
| Abbildung | Serie     | Anzahl (noch im Einsatz) | Wagennummern                               | Lieferung                                       | Hersteller                              | Einsatz   | Linien                  | Fahrzeug- länge | Strom- versorgung        |
| --------- | --------- | ------------------------ | ------------------------------------------ | ----------------------------------------------- | --------------------------------------- | --------- | ----------------------- | --------------- | ------------------------ |
|           | MG2 (M)   | 71 (0)                   | 5001–5027, 5051–5066, 5101–5126, 5151–5152 | 1966–1975 (4 Lieferungen)                       | Werkspoor; Düwag                        | 1966–2003 | Erasmuslijn, Calandlijn | 29 m            | Stromschiene             |
|           | SG2 (T)   | 71 (0)                   | 5201–5271                                  | 1980–1984                                       | Düwag, Düsseldorf                       | 1980–2015 | A, B, C, D              | 29,8 m          | Stromschiene Oberleitung |
|           | MG2/1 (B) | 63 (62)                  | 5301–5363                                  | 1998–2001                                       | Bombardier, Brügge                      | seit 1998 | C, D                    | 30,5 m          | Stromschiene             |
|           | SG2/1 (S) | 18 (18)                  | 5401–5418                                  | 2002                                            | Bombardier, Brügge                      | seit 2002 | A, B, C                 | 30,5 m          | Stromschiene Oberleitung |
|           | RSG2      | 11 (0)                   | Serie 5200                                 | 2006 (umgebaute SG2-Fahrzeuge mit Baujahr 1984) | Düwag, Düsseldorf (Umbau durch die RET) | 2006–2009 | E                       | 29,8 m          | Oberleitung              |
|           | RSG3 (R)  | 22 (22)                  | 5501–5522                                  | 2008/2009                                       | Bombardier, Bautzen                     | seit 2008 | E                       | 42 m            | Stromschiene Oberleitung |
|           | SG3 (R)   | 42 (42)                  | 5601–5642                                  | 2009–2012                                       | Bombardier, Bautzen                     | seit 2009 | A, B, C, D, E           | 42 m            | Stromschiene Oberleitung |
|           | HSG3 (R)  | 22 (22)                  | 5701–5722                                  | 2015–2017                                       | Bombardier, Bautzen                     | seit 2015 | A, B, C, D, E           | 42 m            | Stromschiene Oberleitung |

## Geschichte

### Vorgeschichte

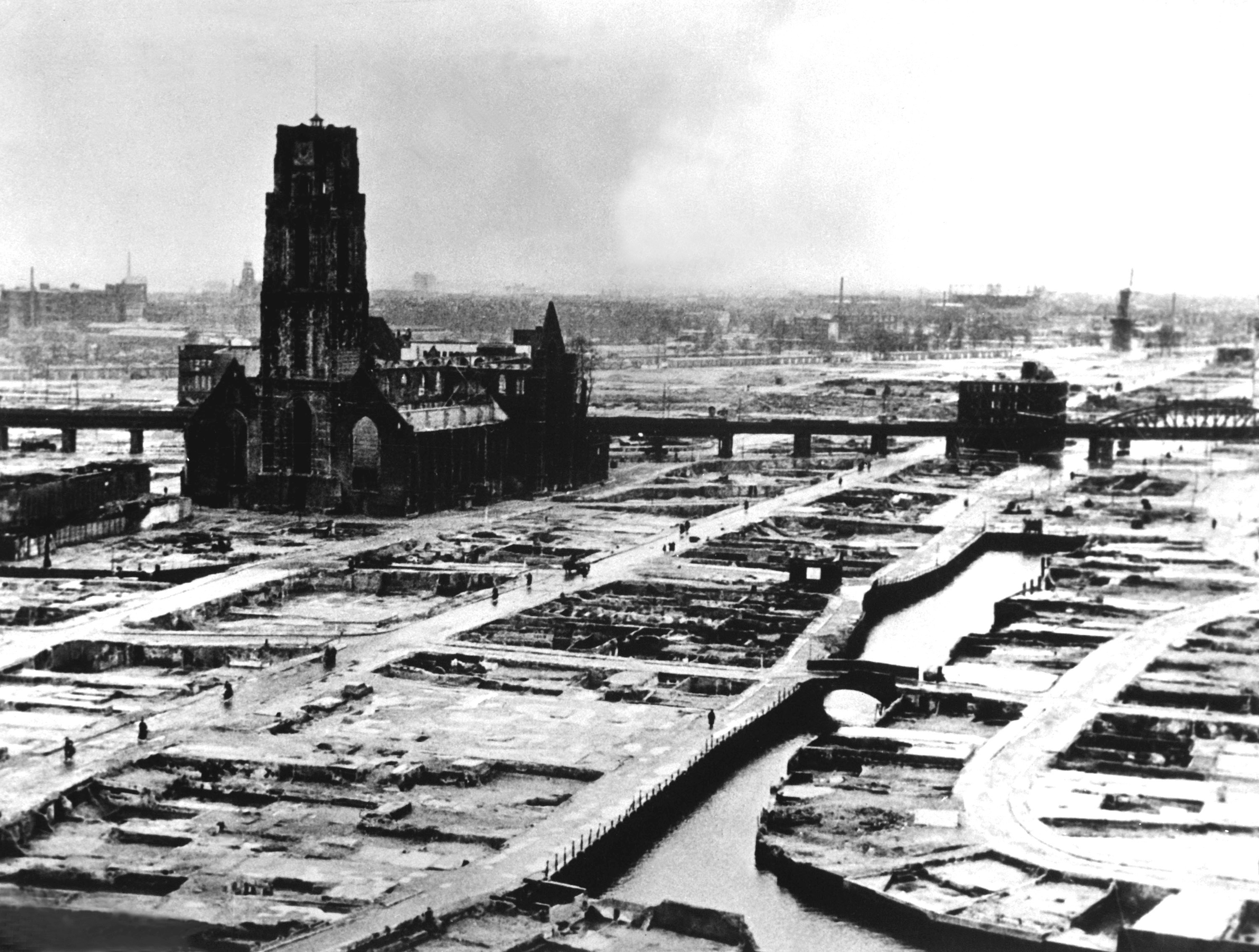
Rotterdam 1940, nach den Räumungsarbeiten

Bereits um 1920 war Rotterdam innerhalb der Niederlande das Zentrum eines radikal modernen Städtebaus, die hier ansässige Architektengruppe De Opbouw um Oud und van Eesteren propagierten einen funktionalen Rationalismus anstatt des Festhaltens an baulichen Traditionen, wie es die am deutschen Expressionismus orientierte Amsterdamer Schule in ihrer Stadt bis in die 1930er Jahre hinein durchsetzen konnte.
Die Vernichtung der gesamten Innenstadt durch den deutschen Luftangriff vom 14. Mai 1940 bot nach dem Krieg die Gelegenheit, die Vorstellungen des Opbouw und der internationalen Gruppe CIAM in die Realität umzusetzen. Eine großmaßstäbliche, moderne Bebauung mit breiten Straßen und weitgehender Trennung der städtischen Funktionen war die Grundlage des neu entstehenden Rotterdam. Die 1953 eröffnete Einkaufsstraße Lijnbaan war die erste Fußgängerzone Europas, außerhalb davon wurde die Verkehrsplanung ganz am Automobil ausgerichtet. Auch die Straßenbahn sollte den Kfz-Verkehr möglichst nicht mehr behindern.
Um die öffentlichen Verkehrsströme aus den Straßen herausnehmen zu können, entschied man sich Ende der 1950er Jahre nach umfangreichen Verhandlungen zum Bau einer Untergrundbahn vom neuen (1954 eröffneten) Hauptbahnhof zum Zentrum des schnell wachsenden Stadtbezirks Süd. Am 19. Januar 1959 stellten Vertreter der städtischen Bauämter die Planungen im Stadtparlament vor. Der offizielle Beschluss des Stadtparlaments erfolgte am 14. Mai 1959.

### U-Bahn-Bau im Wasser
Der erste Bauabschnitt war gleich der technisch schwierigste. Er umfasste den gesamten unterirdischen Teil der späteren Erasmuslijn einschließlich der Unterführung der an dieser Stelle 600 Meter breiten Neuen Maas. Der mit Ab- und Anstieg 1040 Meter lange Bauabschnitt unter dem Fluss besteht aus zwölf Tunnelelementen. Diese wurden auf der van-Brienenoord-Insel (nahe der Kuip, des Stadions von Feyenoord) im Trockendock hergestellt, flussabwärts zum Einsatzort gebracht und in einen vorbereiteten Graben im Flussbett eingeschwommen. Die Tunneldecke in der Flussmitte liegt etwa 12,5 Meter unter dem Meeresspiegel.
Die Tunnelstrecken auf dem rechten Ufer mussten aufgrund der beschriebenen besonderen Situation der westlichen Niederlande auf eine ähnliche Weise gebaut werden. Die anderswo übliche Cut-and-cover-Methode (offene Bauweise), bei der ein Graben ausgehoben, Fahrweg, Seitenwände und Gleise errichtet und schließlich der „Deckel“ aufgesetzt und die aufgerissene Straße wiederhergestellt wird, ist in Rotterdam nicht möglich: jede ausgehobene Grube läuft innerhalb von Stunden voll Wasser.
Deshalb wurden in den breiten Straßen Blaak und Weena ebenfalls kleine Trockendocks errichtet, in denen die Tunnelelemente vorproduziert wurden. Die Coolsingel, in dessen Mitte mehrere Jahre lang die wassergefüllte Baugrube verlief, erlebte einen interessanten Rückgriff auf seine eigene Geschichte: er war früher der Graben vor der westlichen Stadtmauer Rotterdams (ein Singel ist ein Wassergraben). Trotz des Bauens unter Wasser war dieser Abschnitt einfacher zu errichten als die Flussquerung, da hier immerhin weder Strömung noch Tidenhub die Arbeiten erschwerten und die Baukräne unmittelbar neben der Baugrube platziert werden konnten.
Wichtig für die Sicherheit der gesamten Stadt sind die beiden Fluttore des Bahnhofs Leuvehaven, wie schon weiter oben erwähnt, liegt er unter der Hauptdeichlinie des rechten Ufers (Westzeedijk). Um zu verhindern, dass bei einem Wassereinbruch im Bereich der Flussunterquerung die ganze nördliche Stadthälfte vollläuft, wurde an beiden Enden der Station Stahltore installiert, die sich im Unglücksfall automatisch schließen.
Der Betonviadukt der Hochbahn auf dem linken Ufer konnte vergleichsweise einfach gebaut werden. Am 9. Februar 1968 konnte der erste Abschnitt der Metro eröffnet werden, über zwei Jahre bevor im ungeliebten Amsterdam mit dem Bau der dortigen Metro auch nur begonnen wurde. Kritiker in Amsterdam und anderswo ließen jedoch nicht unerwähnt, dass die Rotterdamer U-Bahn mit rund fünf Kilometern Länge und sieben Stationen die angeblich kürzeste der Welt sei (was nur bedingt der Wahrheit entsprach).

### Der Bau der Ost-West-Linie

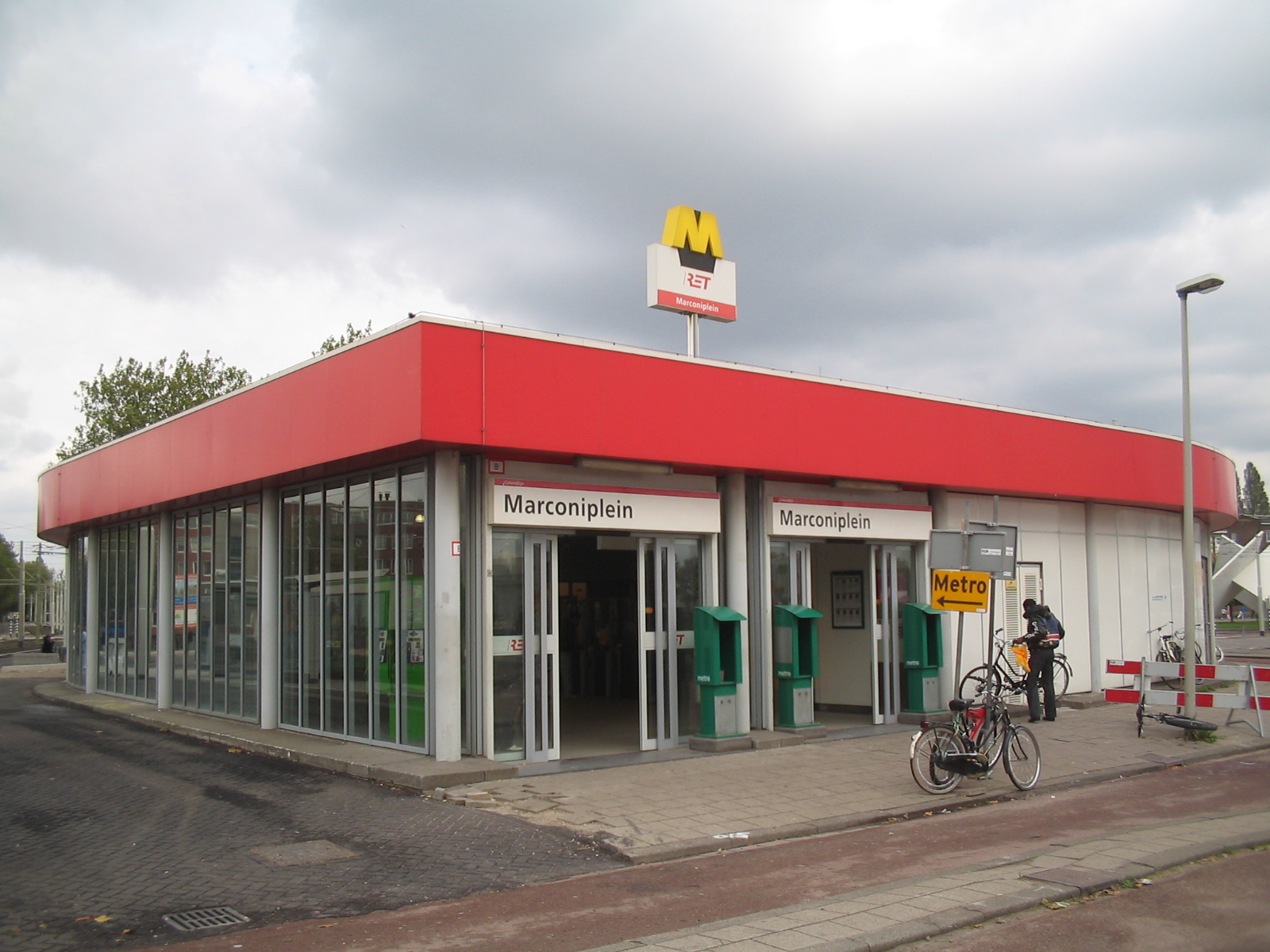
U-Bahn-Station Marconiplein

Der Bau der heutigen Calandlijn begann 1971 mit den im U-Bahn-Bau üblichen Vorarbeiten wie der Verlegung des Straßenverkehrs sowie zahlreicher unterirdischer Versorgungsleitungen, die dem künftigen Tunnel „im Weg“ sind. Im Gegensatz zur ersten Linie umfasste diese Linie einen langen Tunnelabschnitt, und mit dem Hafenbecken Coolhaven musste auch wieder eine Wasserstraße unterfahren werden, wobei die zuvor beschriebenen Methoden zur Anwendung kamen.
In der City verläuft die Calandlijn unter breiten Verkehrsachsen, was den Bauablauf vereinfachte. Der Bahnhof Beurs (damals Churchillplein) war bereits beim Bau der ersten Linie als Vorleistung im Rohbau mit errichtet worden, umgekehrt wurde die Station Blaak bereits als Umsteigebahnhof zur noch zu bauenden unterirdischen Staatsbahnstrecke vorbereitet: die Metrostrecke wurde hier als Brücke mit einer Spannweite von 52 Metern ausgeführt. Der Eisenbahntunnel wurde in den Jahren 1987–93 gebaut und ersetzte die vormalige Viaduktstrecke.
Im Stadtteil Kralingen verläuft die U-Bahn durch schmale Straßen und sogar unter Häuserblocks hindurch, die Gebäude wurden mit verwegenen Konstruktionen abgefangen, sodass die Bewohner während des Baus in ihren Wohnungen bleiben konnten. Auch im Bereich zwischen Eendrachtsplein und Coolhaven wurden dichtbebaute Stadtviertel unterquert. Der Hauptteil der neuen Strecke wurde 1982 eröffnet, die zwei westlichen Stationen bis Marconiplein folgten 1986.

### Hochbahnstrecken in die Vororte

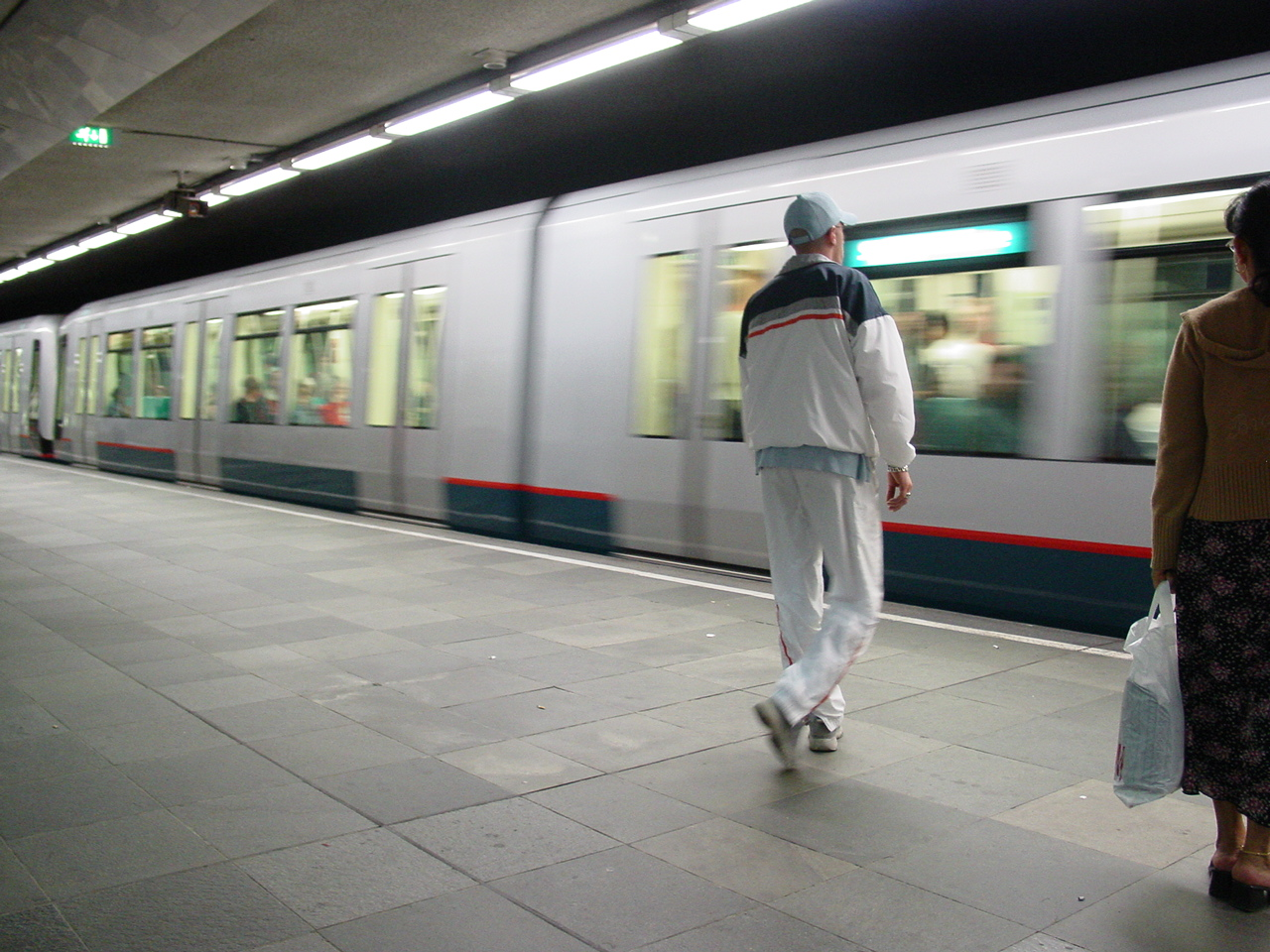
Die neuen Züge der Erasmuslijn (Typ MG2/1)

Die erste Erweiterung der Rotterdamer Metro erfolgte am südlichen Ende der Urstrecke. Die Hochbahn auf dem linken Maasufer wurde um 1,6 km in die Trabantensiedlung Pendrecht/Zuidwijk verlängert. Diese Wohngebiete entstanden um 1960 nach Entwurf der aus dem Umfeld der Gruppe de Opbouw stammenden Architektin Lotte Stam-Beese und gelten heute als eines der vielen Rotterdamer Beispiele für die menschenfeindliche Stadtplanung der Nachkriegsjahrzehnte. Durch den U-Bahn-Anschluss (Station Slinge) erhielten die Bewohner 1970 eine schnelle Verbindung in die Innenstadt.
Die zweite Erweiterung (1974) über Pendrecht hinaus verlief über viele Kilometer durch den von Autobahnen, Kleingärten, Sportanlagen, Gewerbe- und Hafengebieten geprägten Süden des Stadtgebiets. Hier zeigte sich der Charakter der Metro als echte Schnellbahn, zwischen den Stationen liegen jeweils mehrere Kilometer. Die Wohnvororte Rhoon und Portugaal liegen außerhalb der Stadtgrenzen und waren nicht der Anlass (wohl aber Nutznießer) der Metro-Verlängerung. Der Grund war vielmehr die Anbindung von Rotterdams größter Trabantensiedlung, dem im Südwesten der Stadt gelegenen Hoogvliet.
Die Stadtbahnstrecken durch die nordöstlichen Trabantensiedlungen Prins Alexander, Ommoord und Zevenkamp entstanden in der ersten Hälfte der 80er Jahre. Sie zweigten am Bahnhof Capelsebrug ab und setzen sich als ebenerdige Schnellstraßenbahn (Sneltram) fort.
Zur gleichen Zeit war am anderen Ende der Stadt die Verlängerung von Hoogvliet in die jenseits der Alten Maas gelegene, als Wachstumsgemeinde ausgewiesene Stadt Spijkenisse im Bau. Innerhalb ihres Stadtgebiets entstand eine Hochbahnstrecke mit drei Stationen, die Querung der Alten Maas geschah in einem weiteren Unterwassertunnel. Zur Vorfertigung der Tunnelsegmente wurde wiederum das Trockendock auf der van Brienenoordinsel genutzt. Die Gleise der fertigen Strecke liegen an der tiefsten Stelle 23 Meter unter dem Meeresspiegel. 1985 konnte die Erweiterung in Betrieb genommen werden.
Das östliche Ende der Calandlijn wurde 1994 in die Umlandgemeinde Capelle hinein verlängert, diesmal nicht als sneltram, sondern als Hochbahn im Metrobetrieb.

### Kop van Zuid

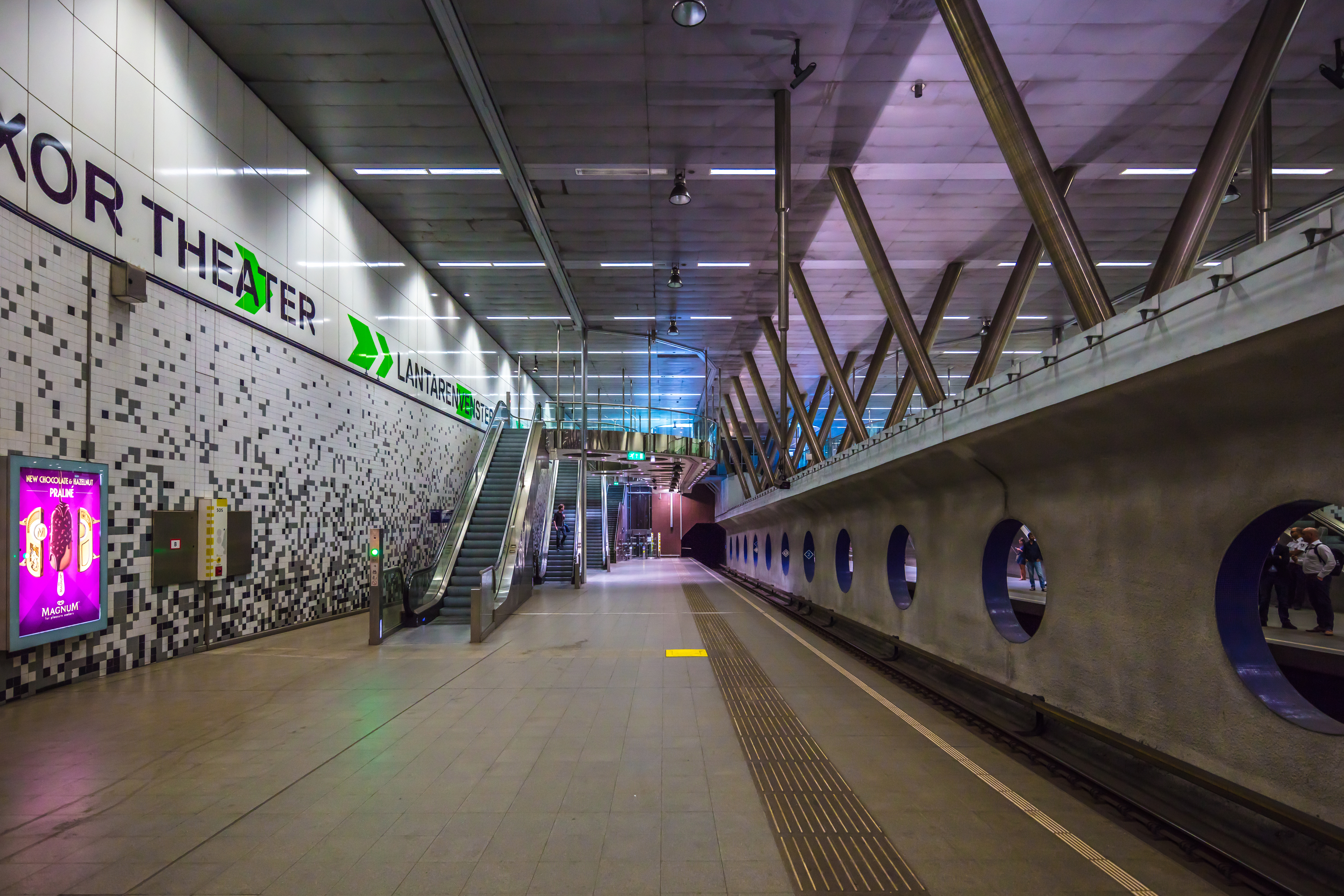
Station Wilhelminaplein

Mitte der 1990er Jahre begannen die Bauarbeiten zur Umnutzung des brach liegenden Hafengebiets am linken Flussufer. Die um 1900 gebauten Hafenbecken waren für die modernen Seeschiffe zu klein geworden, der Hafenbetrieb verlagerte sich immer weiter nach Westen aus der Stadt heraus. Man beschloss, die Nordspitze (Kopf) des Bezirks Süd (deshalb: Kop van Zuid) für eine Erweiterung der Geschäftscity zu nutzen. Auf dem Wilhelminapier zwischen Fluss und Rijnhaven sollten Bürohochhäuser entstehen, in der zweiten Reihe ein verdichtetes Wohngebiet und ein Stadtpark. Als sichtbarstes Zeichen des „Sprungs“ über den Fluss entstand die Erasmusbrücke, wegen ihrer eigenwilligen Form auch als Schwan bezeichnet. Über diese Brücke konnte erstmals seit über 20 Jahren auch wieder die Straßenbahn den Fluss überqueren, bis dahin hatte die Linie 2 auf dem linken Ufer ein einsames Inseldasein ohne Verbindung zum übrigen Netz gefristet.
Außer der neuen Straßenbahnlinie 20 sollte auch die Metro das Quartier erschließen. Die Station Rijnhaven liegt an seinem Südrand und ist für einen Teil der neuen Bewohner relevant, der Mittelpunkt von Kop van Zuid ist jedoch der Wilhelminaplein, der südliche Brückenkopf der Erasmusbrücke und Beginn des Wilhelminapiers. Die U-Bahn fuhr bisher unter dem Platz ohne Halt hindurch, weil sie hier den Höhenunterschied zwischen Flussunterquerung und der weiter südlich folgenden Rampe zu überwinden hat. Aufgrund der großen Bedeutung des Projekts wurde schließlich beschlossen, unter dem Platz, bei weiterlaufendem Metrobetrieb, eine zusätzliche Station in die Strecke einzufügen. Die Station wurde 1997 eröffnet, sie liegt 17 Meter unter dem Meeresspiegel und ist damit eine der tiefstliegenden Stationen der Welt.

### Chronik der Streckeneröffnungen
| Datum              | Linie                      | Abschnitt                                              | +Bhf.e | =Bhf.e |
| 9. Februar 1968    | Erasmuslijn                | Centraal Station ↔ Zuidplein                           | 7      | 7      |
| 25. November 1970  | Erasmuslijn                | Zuidplein ↔ Slinge                                     | 1      | 8      |
| 25. Oktober 1974   | Erasmuslijn                | Slinge ↔ Zalmplaat                                     | 4      | 12     |
| 6. Mai 1982        | Calandlijn                 | Coolhaven ↔ Capelsebrug                                | 10     | 22     |
| 27. Mai 1983       | Calandlijn                 | Capelsebrug ↔ Graskruid ↔ Binnenhof (Stadtbahn)        | 7      | 29     |
| 24. April 1984     | Calandlijn                 | Graskruid ↔ De Tochten (Stadtbahn)                     | 4      | 33     |
| 25. April 1985     | Erasmuslijn                | Zalmplaat ↔ De Akkers                                  | 3      | 36     |
| 25. April 1986     | Calandlijn                 | Coolhaven ↔ Marconiplein                               | 2      | 38     |
| 29. Mai 1994       | Calandlijn                 | Capelsebrug ↔ De Terp                                  | 3      | 41     |
| 4. Juni 1997       | Erasmuslijn                | Wilhelminaplein                                        | 1      | 42     |
| 4. November 2002   | Erasmuslijn                | Tussenwater                                            | 1      | 43     |
| 4. November 2002   | Calandlijn                 | Marconiplein ↔ Tussenwater                             | 5      | 48     |
| 29. August 2005    | Calandlijn                 | De Tochten ↔ Nesselande                                | 1      | 49     |
| 16. August 2010    | Erasmuslijn (Randstadrail) | Den Haag Centraal Station ↔ Rotterdam Centraal Station | 14     | 63     |
| 28. September 2019 | Calandlijn (Hoekse Lijn)   | Hoek van Holland Haven ↔ Schiedam Centrum              | 8      | 71     |

## Unfälle

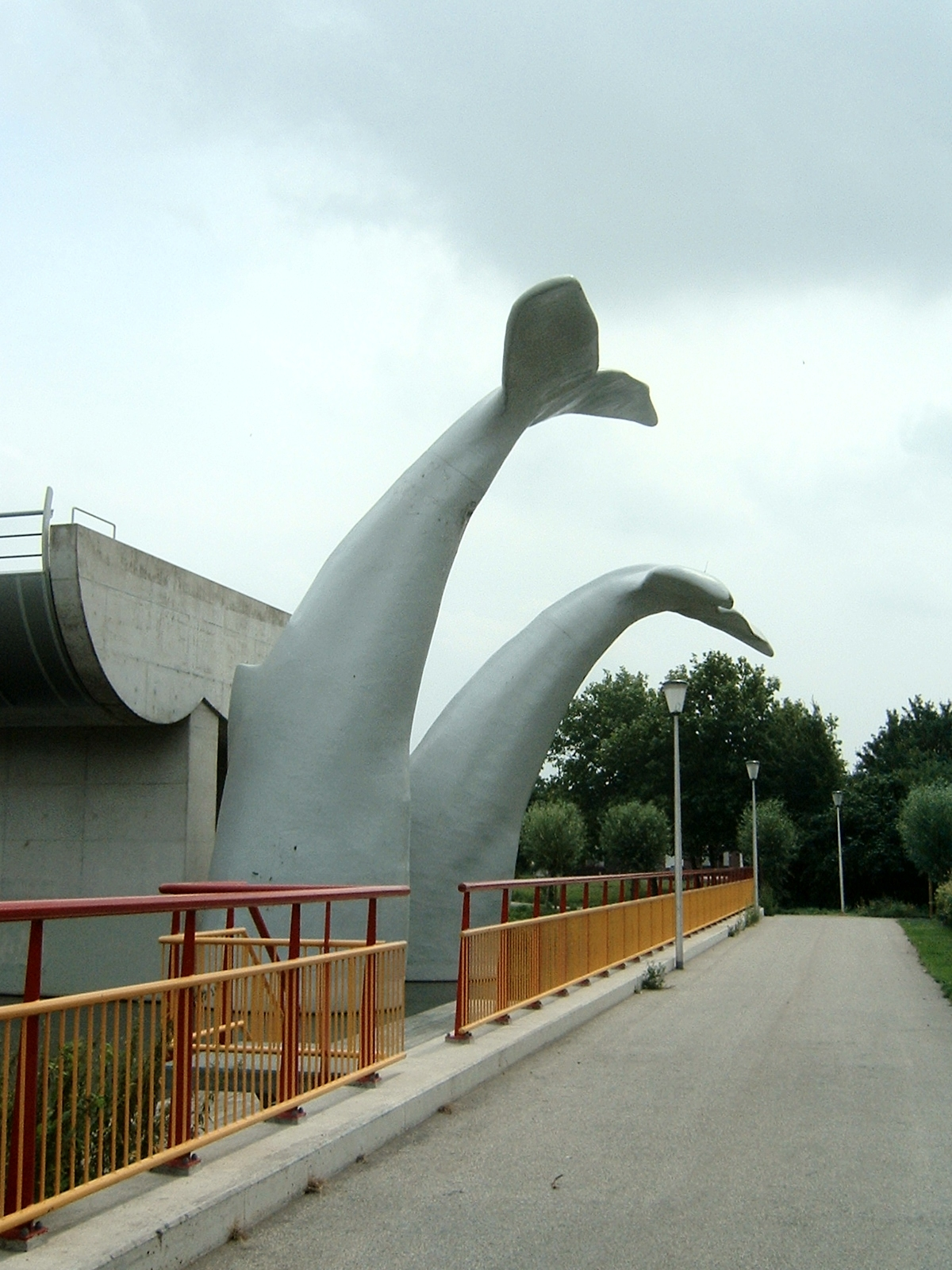
Walflossen (ohne U-Bahn): Die hintere Flosse verhinderte den Absturz – links die Betonwanne mit dem Streckenende

In der Nacht vom 1. November 2020 überfuhr eine Metro-Garnitur ohne Fahrgäste in der Station De Akkers, die sich in Hochlage über einem Kanal befindet, beim Abstellen auf einem Stumpfgleis den Prellbock. Das führende Fahrzeug kam auf der Nachbildung einer Walfluke zum Stehen, die dort als Teil eines Kunstwerks von Maarten Struijs aus dem Wasser ragt. Sie verhinderte, dass der Triebwagen 10 m in die Tiefe stürzte. Der Fahrzeugführer blieb unverletzt. Die Bergung des Fahrzeugs erwies sich als aufwändig. Der Künstler zeigte sich beeindruckt davon, was das von ihm geschaffene Kunstwerk so aushalte.